# (11169) Alkon
(11169) Alkon (1998 FW33) – planetoida z pasa głównego asteroid okrążająca Słońce w ciągu 3,85 lat w średniej odległości 2,46 j.a. Odkryta 20 marca 1998 roku.